# На нивоу просечне цигле
На нивоу просечне цигле је други соло албум српског хип хоп извођача Бване. Албум је издат 2009. године.  На албуму се налази 17 песама.

## Песме
1. Интро
2. Ало (са Тимбетом и Shmek Dedi-jem)
3. Систем
4. Мој пајп
5. Мрдајте буље
6. Нај нај његра
7. Ја иам
8. Стритси Сан Франциска
9. Zhibe (sa Eufratom)
10. Зека (скит)
11. Римујем и Крадем 4
12. Хард кор
13. Латино
14. Yes yes yo
15. У круг
16. На Ади (са Микријем)
17. Оутро